# Myrmecorhynchus nitidus
Myrmecorhynchus nitidus är en myrart som beskrevs av Clark 1934. Myrmecorhynchus nitidus ingår i släktet Myrmecorhynchus och familjen myror. Inga underarter finns listade i Catalogue of Life.